# Help! Help! The Globolinks!
Help! Help! The Globolinks! (Na pomoc! Globolinkowie!) – opera fantasy w czterech odsłonach autorstwa Gian Carlo Menottiego, do której libretto napisał sam kompozytor, a jego wersję niemiecką Kurt Honolka. Premiera miała miejsce 21 grudnia 1968 roku w Hamburgu. 

## Osoby
- Emily – sopran
- Madame Eiuterpova – sopran koloraturowy
- Dr Stone – baryton
- Tony – baryton
- Timothy – tenor
- Miss Newkirk – alt
- Mr Lavander-Gas – baryton
- Dr Turtlespit – bas
- Globolinkowie – balet
- chór

## Treść
Obcy, przybyli z kosmosu Globolinkowie, wszystkich napotkanych ludzi dotykiem zmieniają w istoty podobne sobie. Jedynym sposobem obrony przed Globolinkami jest muzyka.

## O operze
Menotti po sukcesie jaki odniosła jego poprzednia przeznaczona dla dzieci opera (Amahl and the Night Visitors z 1951 roku) otrzymał zamówienie z Hamburga, a ponieważ koniec lat sześćdziesiątych XX wieku przyniósł modę na fantasy, toteż opera jest zgodna z tym trendem. Również muzyka jest odpowiednio dobrana dla młodych widzów, Globolinkom towarzyszą dźwięki elektroniczne, zaś dzieciom szkolnym pojawiającym się na scenie – tematy marszowe. Każde z tych dzieci gra na innym instrumencie. Ważną postacią jest dyrektor szkoły, gdy dotknięty przez kosmitę traci mowę, jego bezradne jąkanie naśladuje również orkiestra. Opera połączona z wystawieniem Amahla była dużym sukcesem dla autorów.